# Pejinović
Pejinović (Servisch: Пејиновић) is een plaats in de Servische gemeente Vladimirci. De plaats telt 235 inwoners (2002).